# Bubertré
Bubertré település Franciaországban, Orne megyében. Lakosainak száma 134 fő (2018. január 1.). Bubertré Prépotin, Villiers-sous-Mortagne, Bivilliers, Bresolettes, Champs, Lignerolles és Saint-Hilaire-le-Châtel községekkel határos.

## Népesség
A település népességének változása:
| Lakosok száma | 199  | 167  | 149  | 117  | 115  | 153  | 143  | 140  | 135  | 134  |
|               | 1962 | 1968 | 1975 | 1982 | 1990 | 2008 | 2013 | 2015 | 2017 | 2018 |